# ドナ・ルイス
ドナ・ルイス（Donna Lewis、1973年7月6日 - ）は、ウェールズ・カーディフ出身の歌手。1996年のヒット曲「I Love You Always Forever」で知られる。

## 略歴
プロフィールには諸説あるが、ここではオールミュージックに記載されたバイオグラフィの内容に従う。
1973年、イギリス・ウェールズの首都カーディフに生まれる。ロイヤル・ウェールズ・カレッジ・オブ・ミュージック&ドラマではピアノとフルートを専攻し、卒業後はサセックスで1年間、音楽教師を務める。
1994年にアトランティック・レコードと契約し、1996年にリリースした「ラヴ・オールウェイズ (I Love You Always Forever)」が世界的に大ヒット。本国イギリスでは5位を記録し、アメリカ（Billboard Hot 100）では9週連続での2位を記録した（1位を阻んだのは14週連続で1位を記録したロス・デル・リオの「恋のマカレナ」）。ラジオ&レコーズのCHR/POPチャートでは12週連続1位を記録し、同チャートの最長1位記録を樹立した。なお、この記録は2009年の同誌休刊まで破られることはなかった。
また、ウェールズ出身者がBillboard Hot 100でトップ10入りを記録したのは、1983年のボニー・タイラー（「愛のかげり (Total Eclipse of the Heart)」）以来となった。
同曲を含むデビュー・アルバム『ラヴ・オールウェイズ (Now in a Minute)』は、アメリカでミリオンセラーを記録。同アルバムからのセカンド・シングル「Without Love」も英米でチャート入り（英39位・米41位）するヒットとなった。
その後も、映画『アナスタシア』のサウンドトラックから、リチャード・マークスとのデュエット「At the Beginning」がスマッシュヒット（米41位・米アダルトコンテンポラリー2位）を記録している。

## ディスコグラフィ

### スタジオ・アルバム
- 『ラヴ・オールウェイズ』 - Now in a Minute (1996年、Atlantic)
- 『ブルー・プラネット』 - Blue Planet (1998年、Atlantic)
- Be Still (2002年、Peruzzi Music)
- In the Pink (2008年、Peruzzi Music)
- Brand New Day (2015年、Palmetto)

### シングル
- 「ラヴ・オールウェイズ」 - "I Love You Always Forever" (1996年)
- "Without Love" (1996年)
- "Mother" (1997年)
- "Fool's Paradise" (1997年)
- "Love & Affection" (1997年)
- "At the Beginning" (1997年) ※with リチャード・マークス
- 「ビー・ザ・ワン」 - "I Could Be the One" (1998年)
- "Love Him" (1998年)
- "Falling" (1999年)
- "Shout" (2007年)
- "You to Me" (2008年)
- "Summertime" (2020年)

## 参照
- ドナ・ルイス - goo 音楽